# Jan Albert Waza
Jan Albert Waza, SJ, także Jan Olbracht Waza (ur. 25 czerwca 1612 w Warszawie, zm. 29 grudnia 1634 w Padwie) – syn króla Polski Zygmunta III Wazy i arcyksiężniczki austriackiej Konstancji Habsburżanki, królewicz polski, od 1621–1632 biskup warmiński a od roku 1632–1634 biskup krakowski, kardynał diakon świecki bez święceń kapłańskich.

## Życiorys

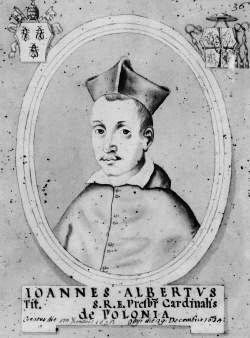
Kardynał Jan Albert Waza, rycina z ok. 1632 w Bibliotece Watykańskiej

Pod opieką królowej Konstancji Habsburżanki królewicz Jan Albert wychowywał się, wraz z trzema innymi królewiczami, w Warszawie. Jego wychowawcą został podkomorzy Andrzej Bobola herbu Leliwa. Jako 9-latek królewicz został wysłany przez Zygmunta III Wazę do księstwa warmińskiego, w którym to miał sprawować władzę nad biskupstwem. 21 października 1621, po śmierci biskupa warmińskiego Szymona Rudnickiego, otrzymał zgodę papieską na objęcie urzędu. Wybór Jana Alberta na to stanowisko potwierdziła także warmińska kapituła katedralna, ale liczne sprzeciwy szlachty opóźniły zatwierdzenie tej nominacji przez sejm aż do 1631 roku. Królewicz przebywał w diecezji Fromborka, a gdy z królem udawał się do Szwecji, rządy biskupie w jego imieniu sprawował biskup pomocniczy Michał Erazm Działyński razem z archidiakonem warszawskim Jakubem Wierzbiętą Doruchowskim z Doruchowa herbu Niesobia i kanonikiem warmińskim Pawłem Piaseckim. Katedra we Fromborku została obdarowana przez młodego biskupa szatami liturgicznymi oraz złotą figurą św. Andrzeja.
W dniu 20 listopada 1632 roku Jan Albert Waza został mianowany biskupem krakowskim (po śmierci Andrzeja Lipskiego), a stanowisko biskupa Warmii przejął Mikołaj Szyszkowski. Królewicz rządy w biskupstwie krakowskim objął 27 lutego 1633 roku. 
Jan Albert Waza sprawował urząd biskupa krakowskiego do 20 grudnia 1632 roku kiedy został ogłoszony kardynałem przez papieża Urbana VIII (in pectore w 1629 r.). Urząd biskupa Krakowa objął po Janie Albercie Jakub Zadzik. Po ujawnieniu nominacji kardynalskiej papież przydzielił Janowi Albertowi diakonię Santa Maria in Aquiro w Rzymie. W roku 1634 otrzymał z rąk Papieża Urbana VIII kapelusz kardynalski jako oznakę godności kardynalskiej. 
Zmarł w wieku 22 lat w Padwie we Włoszech. Ciało sprowadzono do Krakowa. Został pochowany w krypcie Katedry Wawelskiej.

## Genealogia
| 4. Jan III Waza                                        |  |                            |  |  |               |
|                                                        |  | 2. Zygmunt III Waza        |  |  |               |
| 5. Katarzyna Jagiellonka córka Zygmunta I Starego      |  |                            |  |  |               |
|                                                        |  |                            |  |  | 1. Jan Albert |
| 6. Arcyksiążę Karol Styryjski syn cesarza Ferdynanda I |  |                            |  |  |               |
|                                                        |  | 3. Konstancja Habsburżanka |  |  |               |
| 7. Maria Anna Bawarska                                 |  |                            |  |  |               |
|                                                        |  |                            |  |  |               |